# Fondo claro

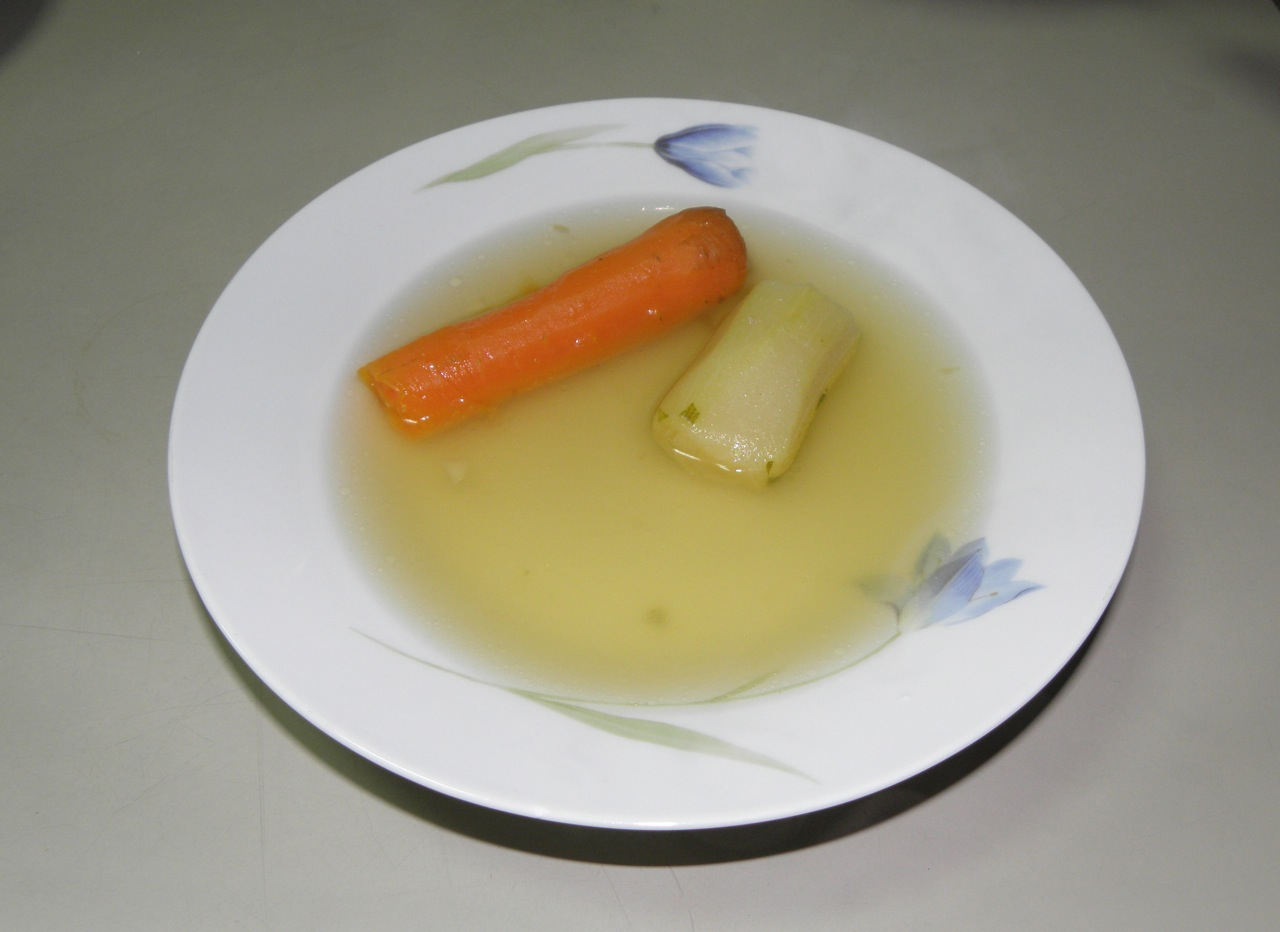
El caldo blanco suele emplearse en preparaciones culinarias como la sopa de pollo.

El fondo claro (denominado a veces como caldo claro y fondo blanco)  se trata un caldo básico realizado con los huesos (generalmente de carcasas de ave) y diversas verduras picadas en brunoise. Este tipo de caldo acuosos en aspecto suele tener muy poco color, o incluso (dependiendo de los ingredientes) un aspecto lechoso. Poseyendo, por el contrario un abundante sabor procedente de sus ingredientes. Este caldo es básico ya que participará en otras preparaciones culinarias como son salsas (volouté), aspics, gelatinas, cremas, etc. 
```
Preparación:
```

Se suelen emplear trozos de hueso de ave, aunque no es extraño incluir porciones cartilaginosas de carne de vacuno (oreja, pezuñas). Estos se someten a cocción lenta durante unas horas. Este proceso directo de cocción se diferencia del fondo oscuro en el que los huesos de bovino se introducen previamente en un horno. Si se emplean predominantemente huesos de ave (superior a un 70% en peso), suele denominarse fondo claro de ave (claros), y similar fondo claro de bovino si se emplea huesos de vacuno en altas proporciones (fondo oscuro). El empleo de verduras picadas suele tener aproximadamente, en peso, la misma proporción que los huesos. Las verduras incluidas suelen ser: puerros, apios, zanahorias, cebollas (mirepoix). Estas verduras se suelen picar finamente en brunoise y se incluyen directamente en la fase de hervido de los huesos. Se emplean directamente frescas, o en un sofrito previo realizado con mantequilla con el objeto de potenciar su sabor. No es de descartar el uso aromático de un bouquet garni.

{\displaystyle \underbrace {Huesos\ de\ Ave+agua} _{Caldo}+Verduras+hierbas\ arom{\acute {a}}ticas\longmapsto Fondo\ claro}